# Israel Kamakawiwo'ole
Israel Kaʻanoʻi Kamakawiwoʻole (Kaimukī (Oahu) (Hawaï), 20 mei 1959 – Honolulu (Hawaï), 26 juni 1997) was een populaire Amerikaanse zanger. Hij vergaarde wereldwijde bekendheid na het uitbrengen van zijn album: 'Facing Future'; met de nummer 1-hit "Somewhere over the Rainbow/What a Wonderful World". Dit lied, waarin hij zichzelf begeleidt op de ukelele, is ook veel gebruikt in films, waaronder: You've Got Mail, Finding Forrester, Meet Joe Black en 50 First Dates in de serie E.R., de serie Scrubs en een bewerkte versie in de BBC reeks South Pacific.

## Biografie

### Vroege leven
Israel Kaʻanoʻi Kamakawiwoʻole werd geboren in het Kuakini-ziekenhuis op het eiland Oahu, als zoon van Henry Kaleialoha Naniwa en Evangeline Leinani Kamakawiwoʻole; gezien de lengte van zijn naam werd hij erg vaak Iz of Bruddah Iz genoemd. Hij werd opgevoed in de Kaimuki-gemeenschap, in de buitenwijk van Waikïkï, een wijk van Honolulu; hier was het waar zijn ouders elkaar hadden ontmoet en zijn getrouwd. Hij begon op elfjarige leeftijd muziek te spelen met zijn oudere broer Skippy, geïnspireerd door de grote Hawaïaanse artiesten van die tijd.

### Carrière
In zijn vroege jaren verhuisde het gezin naar Makaha. Daar ontmoette hij Louis 'Moon' Kauakahi, Sam Gray en Jerome Koko. Samen met zijn broer vormde hij de groep Makaha Sons of Ni'ihau. Van 1976 tot 1980 verwierf de Hawaïaanse band grote populariteit, doordat zij rondtourden door Hawaï en het Amerikaanse continent. In deze tijd brachten zij tien succesvolle albums uit.
In 1982 stierf zijn broer Skippy Kamakawiwoʻole aan de gevolgen van een hartaanval. In datzelfde jaar trouwde Iz met zijn jeugdliefde Marlene en spoedig daarna werd zijn dochter Ceslieanne Wehi geboren.
In 1990 bracht Israel zijn eerste soloalbum, Ka'ano'i uit; hiermee won hij de prijs voor het beste album van het jaar en de prijs voor beste mannelijke zanger van het jaar, uitgereikt door de Hawai'i Academy of Recording Arts (HARA). Het album 'Facing Future' werd uitgebracht in 1993, wat door velen als zijn beste album wordt beschouwd; hierop staat onder andere zijn meest populaire lied: Over the Rainbow/What a Wonderful World samen met Hawai'i 78, White Sandy Beach of Hawai'i, Maui Hawaiian Sup'pa Man en Kaulana Kawaihae. In 1994 werd Iz door de HARA verkozen als meest favoriete entertainer van het jaar.
Door zijn almaar ontwikkelende carrière werd Kamakawiwoʻole bekend als de voorvechter van de rechten voor Hawaïanen en voor de Hawaïaanse onafhankelijkheid.

### Prijzen
In 1997 werd Iz opnieuw geëerd door de HARA op de jaarlijkse Na Hoku Hanohano prijsuitreiking, voor de beste mannelijke zanger van het jaar, voor de meest favoriete entertainer van het jaar, voor het beste album van het jaar en voor het beste Hawaïaanse album van het jaar. Hij volgde de prijsuitreiking vanuit een ziekenhuiskamer.

### Dood
In de latere jaren van zijn leven werd Israel gekweld door een ernstige vorm van obesitas, hij woog ruim 340 kg. Hij heeft verschillende ziekenhuisopnames doorstaan, maar stierf aan gewichtsgerelateerde ademhalingsziekten, op 26 juni 1997 om 12:18 op 38-jarige leeftijd. De Hawaïaanse staatsvlag hing halfstok voor de rest van de dag. Israel Ka'ano'i Kamakawiwoʻole werd opgebaard in het Capitool van Honolulu waar, alleen al de eerste dag, meer dan 10.000 mensen hun respect kwamen betuigen aan de overleden zanger. Zijn as is uitgestrooid in de oceaan bij Makua Beach.
Iz werd door zijn bewonderaars ook weleens 'The Gentle Giant' (De Vriendelijke Reus) genoemd. Hij was ook een van de weinige puur inheemse Hawaïanen in de wereld. Hij werd omschreven als altijd vrolijk en positief, maar hij was het bekendst vanwege zijn liefde voor Hawaï en zijn inwoners.

## Discografie

### Albums uitgebracht met: Mākaha Sons of Niʻihau
- 1976 – No Kristo
- 1977 – Kahea o Keale
- 1978 – Keala
- 1979 – Mākaha Sons of Niʻihau
- 1981 – Mahalo Ke Akua
- 1984 – Puana Hou Me Ke Aloha
- 1986 – Hoʻola
- 1991 – Makaha Bash 3 Live
- 1992 – Hoʻoluana

### Solo-albums
- 1990 – Kaʻanoʻi
- 1993 – Facing Future
- 1995 – E Ala E
- 1996 – N Dis Life
- 2000 - Iz In Concert
- 2001 – Alone In Iz World

### DVD's
- 2002 - Island Music, Island Hearts
- 2002 - The Man And His Music
- 2002 - Hot Hawaiian Nights

## Hitlijsten

### Albums
| Album met hitnotering(en) in de Vlaamse Ultratop 200 albums | Datum van verschijnen | Datum van binnenkomst | Hoogste positie | Aantal weken | Opmerkingen |
| ----------------------------------------------------------- | --------------------- | --------------------- | --------------- | ------------ | ----------- |
| Alone in iz world                                           | 2001                  | 05-02-2011            | 8               | 17           | Goud        |

### Singles
| Single met hitnotering(en) in de Vlaamse Ultratop 50 | Datum van verschijnen | Datum van binnenkomst | Hoogste positie | Aantal weken | Opmerkingen |
| ---------------------------------------------------- | --------------------- | --------------------- | --------------- | ------------ | ----------- |
| Somewhere over the rainbow / What a wonderful world  | 1993                  | 29-01-2011            | 3               | 16           | Goud        |

## Trivia
- Op 6 december 2010 werd Kamakawiwoʻole genoemd als een van de 50 grootste stemmen op de Amerikaanse radiozender National Public Radio.[1]
- Op 24 maart 2011 werd Kamakawiwoʻole postuum geëerd met de Duitse nationale muziekprijs Echo. De prijs werd namens Kamakawiwoʻole in ontvangst genomen door zijn producenten Wolfgang Boss en Jon de Mello.[2]